# Karimnagar
Karimnagar é uma cidade no estado indiano de Telanganá. É o centro administrativo do distrito de Karimnagar. A cidade tem uma população de 253.819, segundo o censo de 2006.
Karimnagar deriva o seu nome de Syed Karimullah Shah Saheb Quiladar, e foi outrora um centro de aprendizagem de religião védica.

## Geografia
O distrito cobre uma área de 11.823 quilómetros quadrados.